# Джанелидзе, Иустин Ивлианович
Иусти́н Ивлиа́нович (Иулиа́нович) (Юсти́н Юлиа́нович) Джанели́дзе (груз. იუსტინე ივლიანეს ძე ჯანელიძე; 20 июля [1 августа] 1883, Самтредиа Кутаисская губерния — 14 января 1950, Ленинград) — советский хирург, учёный и общественный деятель, Герой Социалистического Труда, лауреат Сталинской премии первой степени (1950, посмертно), академик АМН СССР (1944), заслуженный деятель науки РСФСР (1936), главный редактор научного медицинского журнала «Вестник хирургии имени И. И. Грекова» (1938—1941), генерал-лейтенант медицинской службы (1943).

## Биография
И. И. Джанелидзе родился 20 июля (1 августа) 1883 года в селе Самтредиа Кутаисского уезда Кутаисской губернии (ныне город Самтредиа в Имеретии, Грузия) в крестьянской семье. В 1903 году после окончания Кутаисской классической гимназии поступил на медицинский факультет Харьковского университета, но был исключён в 1905 году за участие в студенческих волнениях. Осенью 1905 года Джанелидзе поступил в Женевский университет, который окончил в 1909 году. В этом же году защитил диссертацию на тему «К вопросу о тератомах и опухолях яичка».
В 1910 году вернулся в Россию, сдал государственные экзамены при Московском университете и получил звание лекаря с отличием. В 1911 году сдал экзамены при Военно-медицинской академии в Петербурге на степень доктора медицины.
В 1911—1914 годах работал в Петербургском женском медицинском институте на кафедре госпитальной хирургии.
В 1913 году опубликовал первую печатную работу в журнале «Русский врач» (1913, № 38). В статье было описано клиническое наблюдение сентября 1911 г. Он оперировал больного с ранением сердца. Операция прошла успешно, а послеоперационный период протекал гладко. Выздоровевший больной демонстрировался на заседании Русского хирургического общества в память Н. И. Пирогова. В том же году впервые в мире зашил рану восходящей аорты. Опытом этой уникальной операции он поделился в статье «Случай зашивания раны восходящей аорты», опубликованной в 1915 году.
В 1914 году был призван в Русскую императорскую армию, где служил вначале младшим, а потом старшим врачом 141-го полевого военно-санитарного поезда.
В мае 1918 года после демобилизации вернулся в прежнюю клинику и в том же году перешёл на кафедру общей хирургии 1-го Петроградского медицинского института; в 1921 году был утверждён профессором, заведующим кафедрой общей хирургии.
В 1927 году по конкурсу был избран заведующим кафедрой госпитальной хирургии Ленинградского медицинского института и в этой должности проработал 16 лет, до 1943 года.
В 1932 году стал научным руководителем Ленинградского института скорой помощи (впоследствии названного его именем), председателем совета неотложной хирургии города Ленинграда. В 1939 году назначен главным хирургом Военно-морского Флота СССР с присвоением воинского звания дивврача.
Во время Великой Отечественной войны проводил большую работу по организации лечебно-эвакуационного обеспечения подразделений, частей и кораблей ВМФ. В первые месяцы войны работал в блокадном Ленинграде, отдавая много сил и энергии организации хирургической помощи раненым. Эвакуирован был только после категорического требования из Москвы в декабре 1941 года. Присоединился к Военно-морской медицинской академии, эвакуированной к тому времени в Киров. Много внимания уделял обобщению боевого опыта хирургической работы, а также проблемам хирургии сердца, крупных сосудов, лечению ожогов. В общей сложности около года провёл в командировках на фронт, организуя работу госпиталей и лично проводя сотни самых сложных операций тяжелораненым бойцам.. В январе 1943 года был назначен начальником кафедры госпитальной хирургии Военно-морской медицинской академии; в мае 1943 года получил воинское звание генерал-лейтенанта медицинской службы. В августе 1944 года вернулся с академией в Ленинград, где продолжил работу до конца жизни.
Умер в Ленинграде 14 января 1950 года. Похоронен на Литераторских мостках Волковского кладбища.
Его сын — учёный в области механики Г. Ю. Джанелидзе.

## Вклад в медицину
Джанелидзе придавал большое значение изучению отдалённых результатов хирургического лечения ран сердца. Никогда не отказывался от возможности проследить за таким пациентом, постоянно старался держать в поле зрения подобные случаи. В 1924 году вышла его большая статья, специально посвящённая этому вопросу, где он показал, что хирургическое лечение ранений сердца обычно даёт хорошие отдалённые результаты.
Углублённо занимался проблемой коллатерального кровообращения. Так, в 1925 году появилась его работа «Повреждение венечных сосудов при ранениях сердца». В этой статье Джанелидзе тщательно анализирует данные отечественной и зарубежной литературы о ранениях сосудов сердца и приходит к выводу о том, что развитые анастомозы между коронарными сосудами не способны полностью компенсировать кровоснабжение обескровленного отдела сердечной мышцы. Базируясь на этом заключении, он отвергает возможность положительных результатов при хирургических операциях перевязки сосудов сердца.
Большой материал по хирургическому лечению ран сердца, накопленный Джанелидзе, ряд его работ по этому вопросу и весьма немалое число личных наблюдений вошли в написанный им один из фундаментальных трудов в этой области: в 1927 году вышла в свет его монография «Раны сердца и их хирургическое лечение», что явилось огромным событием в жизни советских хирургов. Этот капитальный труд поистине стал настольной книгой хирургов Советского Союза, он в настоящее время не потерял своего значения. В книге описаны 535 случаев хирургического лечения ранений сердца.
В 1941 году совместно с М. Г. Каменчиком в журнале «Новый хирургический архив» Джанелидзе опубликовал работу «Тысяча случаев оперативного лечения ран сердца», где проанализировал результаты клинических наблюдений многих хирургов, в том числе и 10 операций, выполненных лично им.
Джанелидзе активно разрабатывал методы хирургического лечения артериальных и артериовенозных аневризм сонной, подключичной и бедренной артерий. С этой целью он создал специальный сосудистый компрессор, который позволял производить перевязку крупных артерий у раненых с аневризмами, избегая развития послеоперационных осложнений — параличей и гангрен. Об этом изобретении было доложено в 1943 году на 3-м пленуме Учёного медицинского совета при Медико-санитарном управлении Военно-морского флота СССР. Оно было одобрено видными советскими учёными  — Н. Н. Бурденко, С. С. Гирголавом, П. А. Куприяновым и др.
Видное место в научной деятельности Джанелидзе занимали проблемы пластической хирургии, причём его внимание привлекали различные виды пластики — сухожильная, кожная, костная и др. Кожной пластикой он начал заниматься в 1920-х годах. Так, в 1924 году в журнале «Новый хирургический архив» появилась одна из первых его работ в этой области — «Пересадка кожи с помощью длинных трубчатых ножек», в которой он рассматривал вопросы хирургической техники образования филатовского стебля, предлагая свой видоизменённый вариант этой операции. В результате внесённых изменений ему удалось получить стебли больших размеров и переносить их на более далёкое расстояние. Джанелидзе был активным сторонником пересадки кожи по Дэвису, считая эту операцию лёгкой в техническом отношении и отличавшуюся лучшим приживлением.
В 1925 году на 17-м съезде российских хирургов Джанелидзе выступил с докладом «Влияние кожных разрезов на заживление язвенных процессов», в котором отмечал, что, по его наблюдениям, разрезы кожных покровов давали заживление язв различного происхождения в тех случаях, когда другие виды консервативного лечения не приносили успеха. Суть результативности лечения в данном случае он усматривал в гиперемии, возникающей при травме и перерезании мелких кожных нервов. Джанелидзе много занимался кожной пластикой лица, исправлением дефектов носа. В работе «Пластика седловидного носа» обобщён большой опыт Джанелидзе по исправлению деформаций носа, который включал 180 наблюдений.
Начав с кожной пластики, Джанелидзе начал заниматься и пластикой других тканей. По его мнению, весьма важным разделом пластической хирургии является пластика сухожилий, и он неоднократно выступал в разных аудиториях с докладами по этому вопросу. В 1935 году на 23-м Всесоюзном съезде хирургов он сделал доклад на тему «Ранения сухожилий кисти и их лечение», в котором подверг резкой критике уровень хирургической помощи при ранениях сухожилий кисти, обратив особое внимание на значительное отставание этой области хирургии от других. Причину отставания докладчик видел в том, что большинство хирургов почему-то считали, что сухожильный шов относится чуть ли не к разделу малой хирургии и не требует особой техники, навыков и умения. Отсюда и неудовлетворительные результаты лечения.  Джанелидзе настоятельно призывал хирургов повернуться лицом к этой проблеме, он пытался заинтересовать ею широкие круги врачей нашей страны, что, по его мнению, должно было привести к уменьшению числа инвалидов среди больных с повреждением сухожилий.
В годы Великой Отечественной войны Джанелидзе создал свою оригинальную модификацию операции по пересадке сухожилий кисти при непоправимом параличе лучевого нерва. Основная цель операции — замена парализованных мышц здоровыми антагонистами путём их пересадки. Он располагал их в таком же направлении, как и парализованные мышцы, что обеспечивало оптимальные функциональные результаты.
Начиная с 1921 года Джанелидзе разрабатывал ряд проблем в области костной пластики: в частности он берётся за решение вопроса свободной пересадки кости (костно-надкостничного лоскута) как способ лечения ложных суставов. В годы Великой Отечественной войны он много работал в одном из наиболее сложных и ответственных направлений восстановительной хирургии — в создании опороспособной культи бедра при ампутации ноги. Так, в 1943 году им был предложен новый метод костнопластической ампутации бедра. В качестве свободного костного трансплантата он использовал удаляемую часть диафиза бедра, взятую на всю толщину кости, цилиндрическая форма которой обеспечивала возможность равномерного распределения давления на конец культи. Такая методика оперативного вмешательства давала возможность создать достаточную площадь опорной поверхности культи бедра и открывала новые перспективы для более успешного протезирования этой категории раненых. В 1944 году Джанелидзе предложил новую реконструктивную операцию при дефектах кисти после ампутации. Основная цель — восстановление ладони и большого пальца за счёт удлинения короткой культи первой пястной кости и ладони путём свободной костной пластики.
В 1920 году на заседании Харьковского хирургического общества им. Н. И. Пирогова Джанелидзе предложил свой метод вправления вывиха в тазобедренном суставе, после физического утомления мышц повреждённой конечности. В том же году он опубликовал способ вправления вывиха плеча, также основанный на этой идее, который сразу получил большую популярность и стал известен в хирургии как способ Джанелидзе. В 1923 году совместно с С. Н. Лисовской он усовершенствовал хирургическую технику артродеза голеностопного сустава, а несколько позднее опубликовал работу о лечении врождённых псевдоартрозов голени. Он предложил технику шва при переломах надколенной чашечки, а в 1937 году совместно с Е. В. Усольцевой опубликовал работу о лечении привычных вывихов головки локтевой кости. Несколько работ Джанелидзе по вопросам травматологии вошли как главы в «Руководство частной хирургии».
В Ленинградском научно-исследовательском институте скорой помощи он открыл первое специальное ожоговое отделение. Эта проблема изучалась им, как и многие другие, весьма тщательно и обстоятельно в содружестве с большим коллективом разных специалистов — терапевтов, бактериологов, биохимиков, гематологов, патофизиологов и патологоанатомов. По его мнению, из способов местного лечения ожогов в армейском районе наиболее предпочтителен закрытый метод, хотя он не отрицал, что в госпитальной базе фронта и глубоком тылу целесообразнее применять открытый метод.
В 1938 году на 24-м Всесоюзном съезде хирургов И. И. Джанелидзе выступил с программным докладом «Ожоги и их лечение», в котором обобщил опыт лечения 600 больных с обширными ожогами. Доклад имел большое значение в плане привлечения широких кругов советских хирургов к этой проблеме. В целях популяризации среди войсковых врачей знаний по клинике и лечению ожогов Джанелидзе опубликовал в самом начале войны весьма нужную для военного врача брошюру «Ожоги и их лечение». Эта работа как одна из лучших вошла отдельной главой в 1-й том «Опыта советской медицины в Великой Отечественной войне 1941—1945 гг.». В 1948 году на 2-м Всероссийском совещании по борьбе с травматизмом И. И. Джанелидзе и его сотрудниками был сделан ряд докладов об ожогах, в которых было раскрыто современное состояние этой проблемы.
Среди других проблем в научных трудах Джанелидзе особое место принадлежит проблеме хирургического лечения ранений и заболеваний органов грудной клетки: бронхиальных свищей, эмпием плевры, инородных тел лёгких, плевры и др.
Большое практическое значение имела монография Джанелидзе «Бронхиальные свищи огнестрельного происхождения», изданная в 1948 году. В ней он обстоятельно анализирует опыт хирургов СССР, свои личные наблюдения по этой проблеме и тщательно излагает вопросы клиники и хирургического лечения. Автор монографии предстаёт перед читателями как клиницист широкого кругозора, хирург, знающий до тонкостей эти тяжёлые состояния.
В 1933 году вышла первая работа Джанелидзе по неотложной хирургии «Угрожающие жизни гастродуоденальные кровотечения язвенного происхождения и их хирургическое лечение», в которой он рассматривает один из актуальных вопросов хирургии — лечение больных с профузным желудочным кровотечением.
Джанелидзе был талантливым педагогом — педагогом по призванию. Он любил заниматься с молодёжью, с увлечением отдаваясь этому делу в течение всей своей жизни. Большое педагогическое и методическое мастерство, глубокое понимание учебного процесса, чёткость и ясность формулировок, высокая эрудиция талантливого клинициста делали его лекции и разборы больных блестящими как по форме, так и по содержанию.
В 1946 году после смерти Н. Н. Бурденко он был избран председателем правления Всесоюзного общества хирургов и оставался на этом посту до своей кончины. Это избрание явилось как бы официальным признанием его как главы советской хирургии, как высокая оценка его заслуг перед медицинской общественностью страны. Джанелидзе неоднократно избирался председателем Хирургического общества им. Н. И. Пирогова. Как один из ведущих хирургов страны он входил в состав редакционных советов ряда журналов — «Хирургия», «Новый хирургический архив», а «Вестник хирургии» возглавлял с 1937 по 1941 год. Он был редактором раздела «Военно-полевая хирургия» в Энциклопедическом словаре военной медицины, членом редколлегии и автором ряда глав многотомного труда «Опыт советской медицины в Великой Отечественной войне 1941—1945 гг.». Джанелидзе несколько раз возглавлял советские делегации на международных съездах хирургов: в Египте в 1936 г., в США в 1946 году и др. Он избирался депутатом Ленинградского городского Совета депутатов трудящихся.

## Звания, награды и премии
- Звание Герой Социалистического Труда (06.03.1945) и Золотая звезда Героя (№ 199) — за выдающиеся достижения в области советской медицины
- Сталинская премия первой степени (1950) (посмертно) — за научный труд «Бронхиальные свищи огнестрельного происхождения» (1948)
- Два ордена Ленина
  - 17 апреля 1940 — за успешную работу и проявленную инициативу по укреплений обороноспособности нашей страны[12]
  - 6 марта 1945 — к званию Героя Социалистического Труда
- Орден Красного Знамени (03.04.1942)
- Медаль «За оборону Ленинграда»
- Медаль «За оборону Советского Заполярья»
- Медаль «За победу над Германией в Великой Отечественной войне 1941-1945 гг.».

## Память
- Имя И. И. Джанелидзе носит Институт скорой помощи в Санкт-Петербурге[14], главным врачом и научным руководителем которого он был в течение многих лет.
- На могиле на Литераторских мостках в Санкт-Петербурге установлен памятник-бюст.
- На здании 9-го корпуса Первого Санкт-Петербургского государственного медицинского университета установлены две мемориальных доски Джанелидзе. Первая была установлена в 1974 году на восточной стене[15], вторая — в октябре 2018 года на южной стене[16].